# Dorfkirche Langen

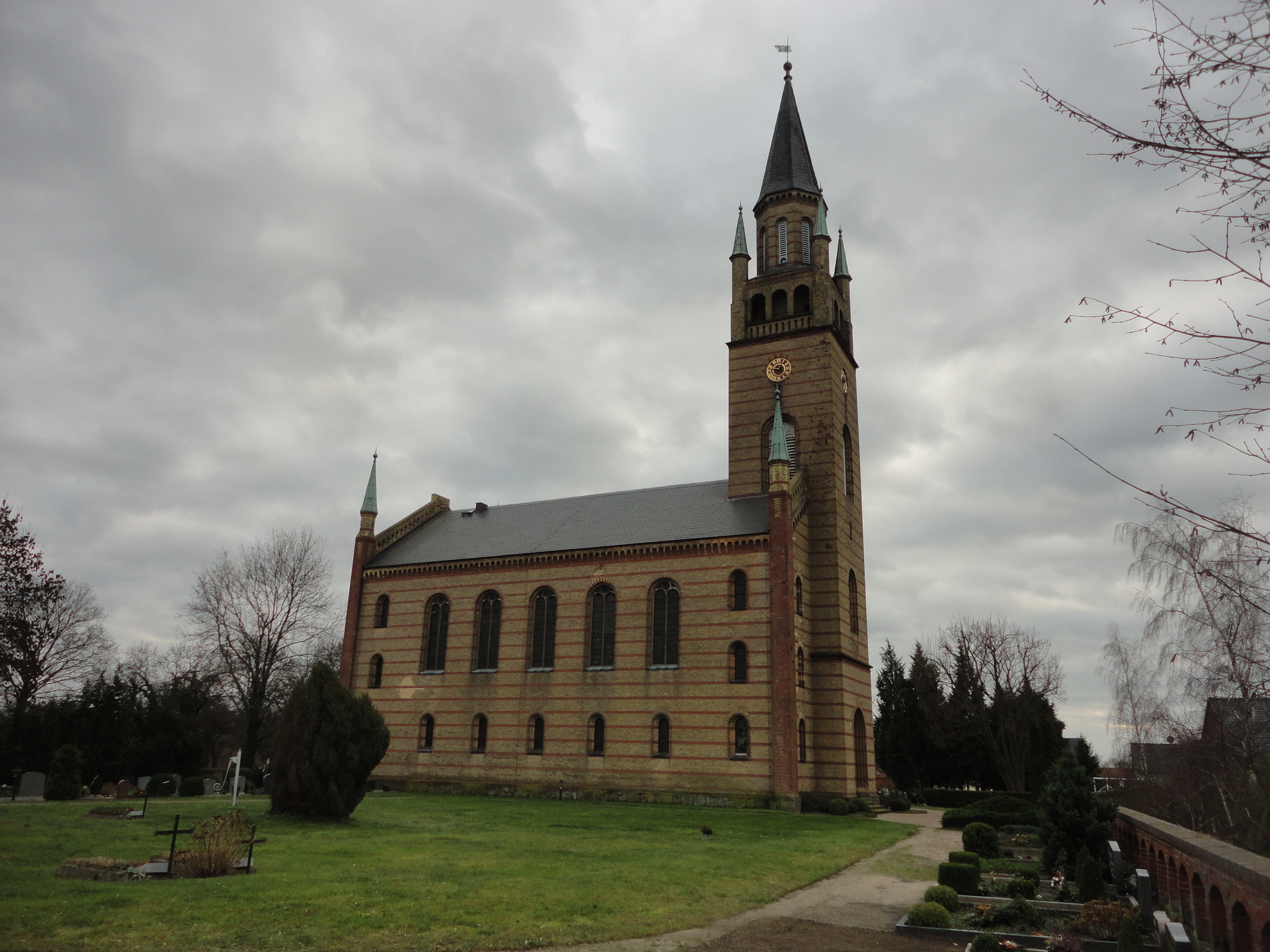
Dorfkirche Langen

Die evangelische Dorfkirche Langen ist ein denkmalgeschütztes Kirchengebäude im Ortsteil Langen der Gemeinde Fehrbellin im Landkreis Ostprignitz-Ruppin in Brandenburg.

## Geschichte

### Vorgängerbauten
1291 wurde erstmals eine Kirche in Langen erwähnt. Die Geschichte dieser Kirche ist weitgehend unbekannt. Ab spätestens 1541 besaß das Dorf eine neue Dorfkirche. Diese wurde im Dreißigjährigen Krieg mitsamt dem Dorf durch kaiserliche Truppen zerstört, 1639 stürzte der verbliebene Turm ein.
Noch im selben Jahr wurde mit dem Neuaufbau begonnen. 1665 kam es im Ort erneut zu einem Großbrand, bei dem die Kirche stark beschädigt wurde. Danach wurde sie wieder neu aufgebaut. 1698 erhielt dieser Bau eine Kirchenglocke der Firma Schulz aus Berlin. 1730 wurde der Kirchturm durch einen Sturm umgeworfen und 1743 erneuert. Im Jahr 1806 wurde der wiederum beschädigte Turm ein weiteres Mal erneuert.

### Neubau im 19. Jahrhundert

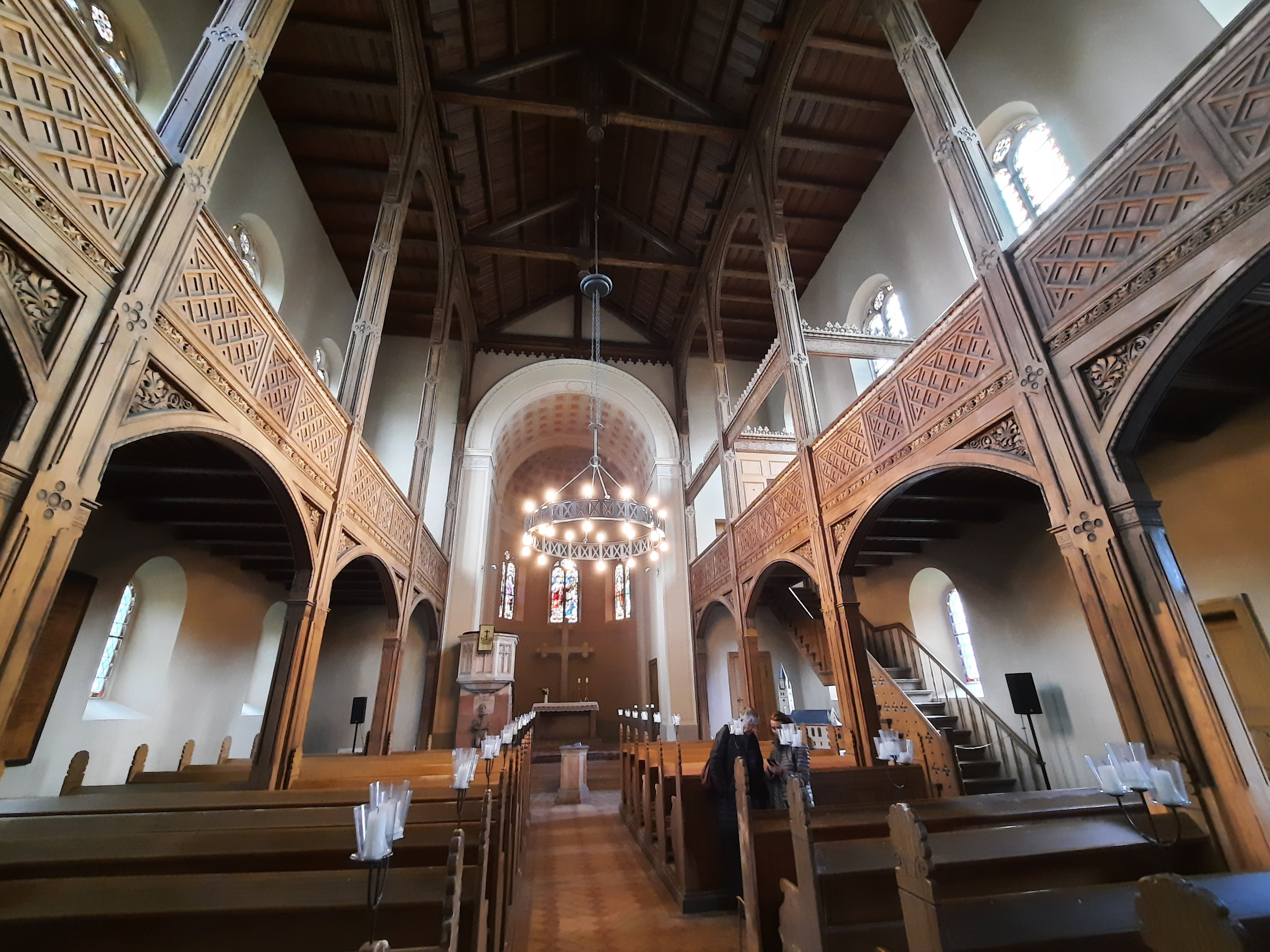
Dorfkirche Langen, Innenansicht

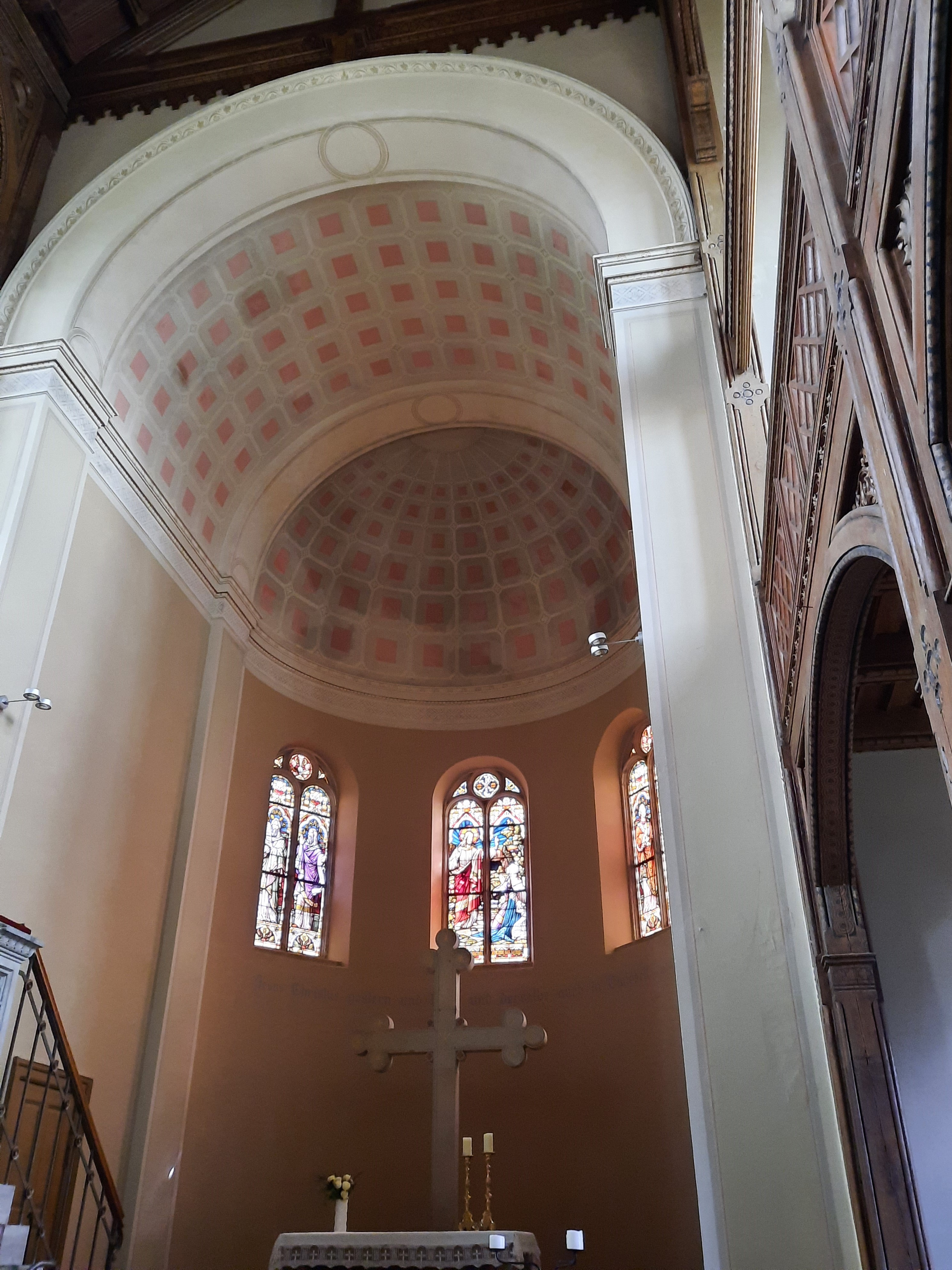
Dorfkirche Langen, Apsis

1852 vergab die Familie von der Hagen den Auftrag zum Neubau der Kirche an den Berliner Architekten Friedrich August Stüler. Der Geheime Oberbaurat war ein Schüler Schinkels. Die Kirche wurde „im italienisch-romanisierenden Stil“ errichtet. Die Baukosten für die Kirche betrug etwa 30.000 Taler. Am 16. Oktober 1855 wurde der Neubau feierlich eingeweiht. Bei der Kirche handelt es sich um einen aufwändigen, einschiffigen gelben Sichtziegelbau auf einem Feldsteinsockel. Der Turm im Westen besitzt Eckfialen mit Spitzhelm. Den Turmabschluss bildet ein schlanker oktogonaler Aufsatz mit Spitzhelm. Ab 1954 erfolgte eine Sanierung der alten Holzdecke.
1972 sollte die Dorfkirche aufgrund ihres schlechten Zustandes abgerissen werden, dies verhinderte die Gemeinde Langen durch Arbeitseinsätze sowie das Sammeln von Spenden. 1997 gründete sich der Förderverein Stüler-Kirche e.V., der sich die Erhaltung und Restaurierung der Dorfkirche zum Ziel gesetzt hat. Durch dessen Initiative wurde die Kirche ab 1998 umfassend saniert. So wurden unter anderem die Turmuhr und die Fenster repariert, der Chorraum neu gestrichen und ein neuer Kronleuchter für das Kirchenschiff angefertigt.
Die Dorfkirche Langen ist eine der größten Dorfkirchen Brandenburgs. Die Kirchengemeinde Langen-Buskow gehört zur Gesamtkirchengemeinde Protzen-Wustrau-Radensleben, zu der auch die Kirchengemeinden Protzen-Walchow-Stöffin, Wustrau, Karwe-Gnewikow, Nietwerder, Lichtenberg und Radensleben gehören. Sie gehört dem Kirchenkreis Wittstock-Ruppin in der Evangelischen Kirche Berlin-Brandenburg-schlesische Oberlausitz an.

## Ausstattung

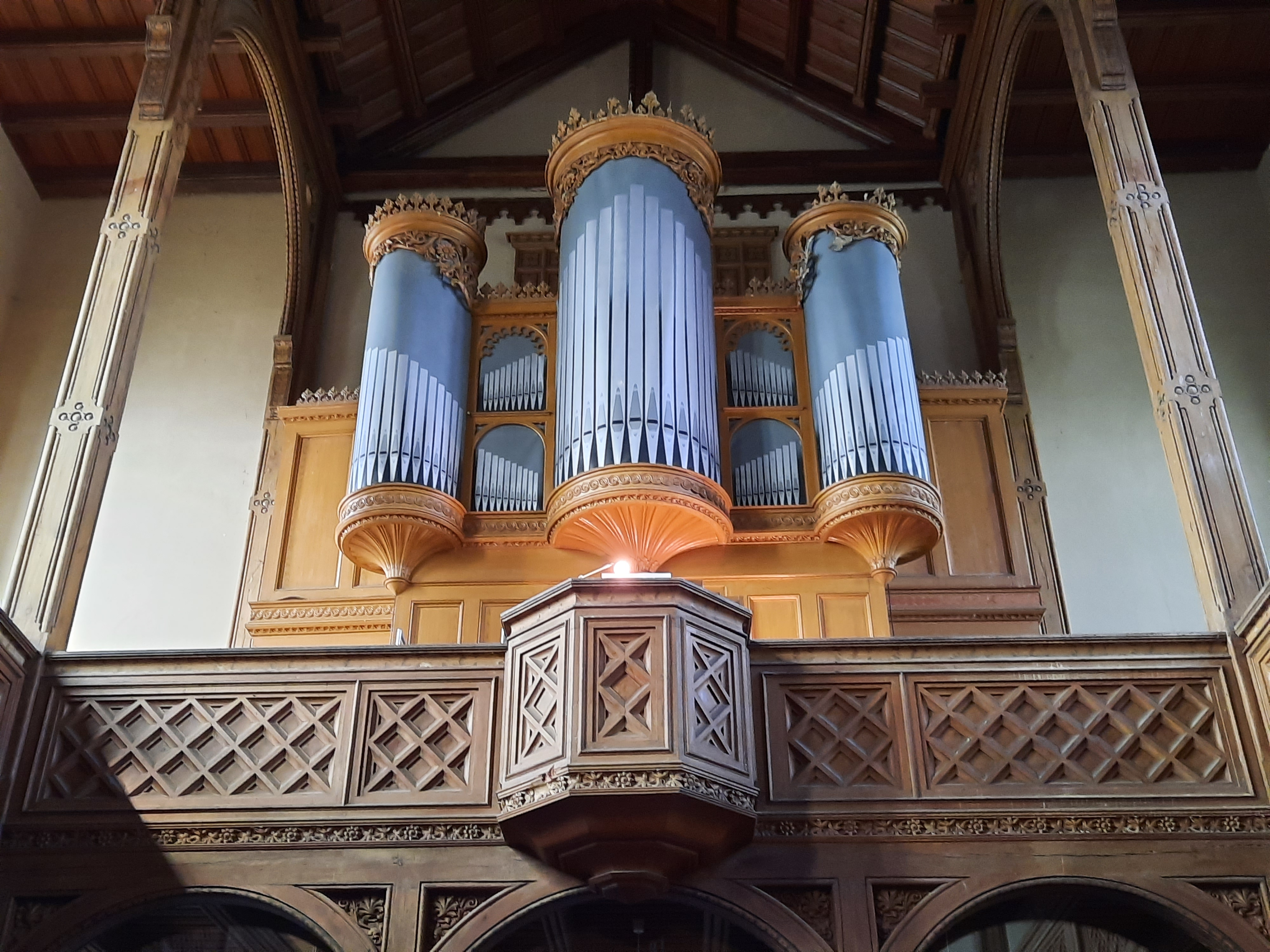
Orgelprospekt

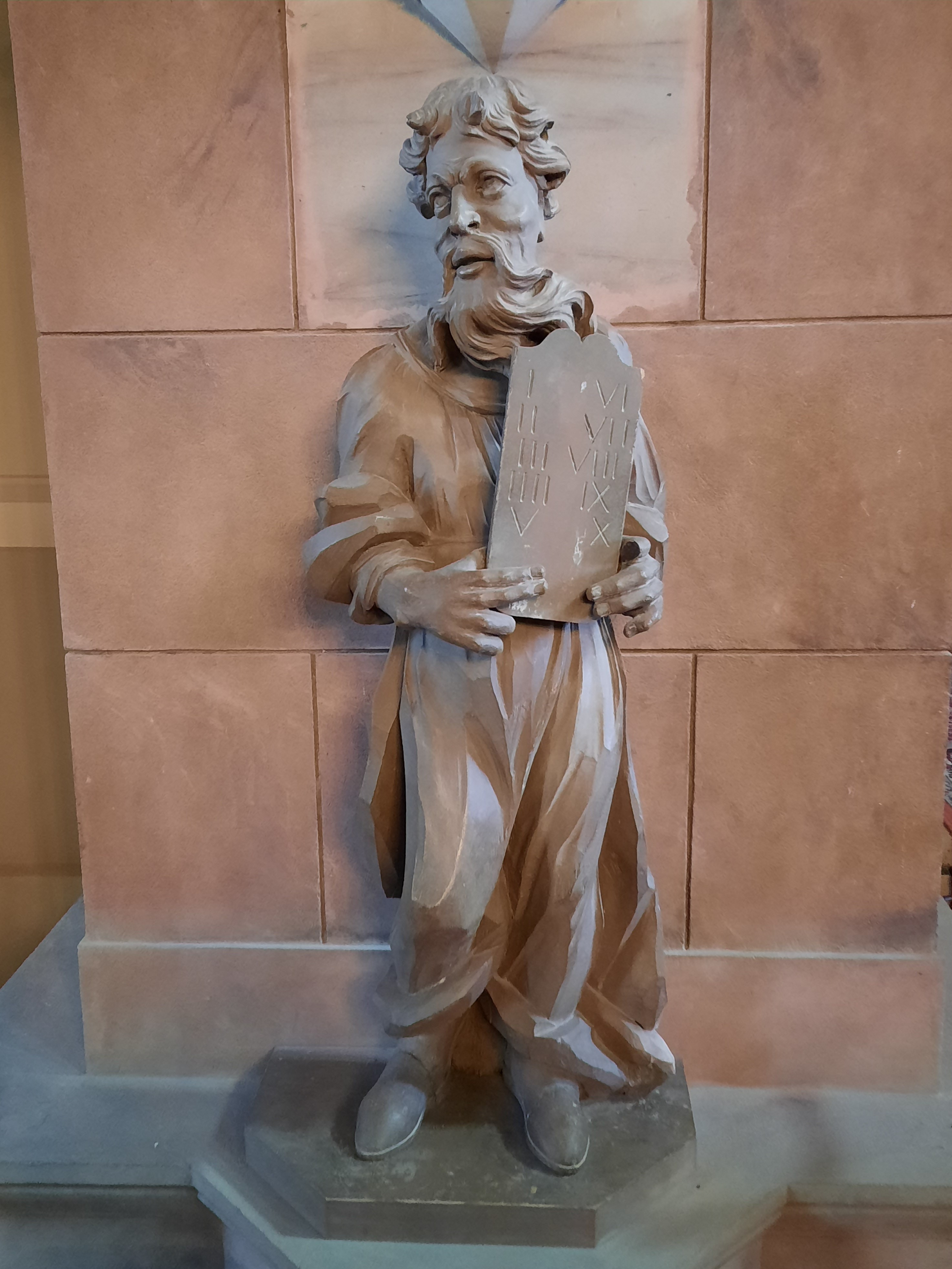
Moses-Figur aus dem 17. Jh.

Noch im Jahr der Einweihung erhielt die Langener Dorfkirche eine Glocke des Glockenbauers Walter Bachmann sowie eine Kanzel, einen Taufstein und einen Altartisch aus Sandstein. Vor der Kanzel steht eine Moses-Figur aus dem 17. Jahrhundert, die in der Vorgängerkirche als Kanzelträger diente. 1888 wurde die Glocke ersetzt. 1906 wurde eine Turmuhr in die Kirche eingebaut.
1909 errichteten die Gebrüder Walter aus Guhrau eine zweimanualige Orgel. 1954 wurden die Pfeifen dieser Orgel zu deren Schutz vor einer Deckenrenovierung eingelagert. Das Instrument wurde damit unspielbar. 1997 erhielt die Kirche eine elektronische Orgel.

## Gedenken
Im Vorraum der Kirche befindet sich eine Gedenktafel für die Opfer des Ersten Weltkriegs.